# Heiko Jobst
Heiko Jobst (* 1. Dezember 1969 in Jena) ist ein ehemaliger deutscher Fußballtorwart.

## Sportliche Laufbahn

### BSG- und Clubstationen
In seiner Heimatstadt begann Jobst 1975 bei der BSG Chemie Jena mit dem Fußballspielen. Bereits ein Jahr später wechselte er zu einem der Schwerpunktclubs im DDR-Fußball, dem FC Carl Zeiss Jena. Dort wurde er in der Nachwuchsabteilung unter anderem von Roland Ducke und Konrad Weise trainiert.
Nachdem er beim FC Carl Zeiss den Sprung in die  Oberligaelf nicht geschafft hatte, in der hinter Stammtorwart Perry Bräutigam für die Saison 1988/89 Andreas Drechsler und Holger Hünsche als weitere Keeper nominiert worden waren, wechselte Heiko Jobst im Frühjahr 1989 in die zweitklassige Liga. Bei der BSG Motor Suhl wurde er in der Endphase der Spielzeit 1988/89 viermal eingesetzt. In der Wendesaison der Liga 1989/90 hütete er in zwölf Partien das Tor der Südthüringer.

### Auswahleinsätze
Im Sommer 1987 stand er bei den Jugendwettkämpfen der Freundschaft im Tor der U-18 der DDR, die im Nachbarland ČSSR den 6. Platz belegte. Der Feichmechanikerlehrling, der in drei Qualifikationsspielen aufgeboten wurde, gehörte ein knappes Jahr später bei der Junioren-EM zu jenem Team, das – ebenfalls in der ČSSR – im Juli 1988 die Bronzemedaille gewann. Hinter Stammtorwart Frank Schulze wurde der Jenaer jedoch nicht eingesetzt. Für die U-20-WM 1989 verdrängte ihn der HFC-Schlussmann Thomas Weiß, der neben dem Dresdener Schulze nominiert wurde, aus dem DFV-Aufgebot.